# Église Saint-Étienne de Lubersac
Pour les articles homonymes, voir Église Saint-Étienne et Saint-Étienne (homonymie).
L'église Saint-Étienne est une église catholique de style roman située à Lubersac, dans le département français de la Corrèze et la région Nouvelle-Aquitaine.

## Historique
La première église fut bâtie vers 950, sur l'emplacement d'un ancien temple, et était à l'origine dédiée à Saint Gervais et Saint Protais. Au XIIe siècle, l'église priorale prend le nom de Saint-Étienne. Elle est pillée à la fin de ce siècle et reconstruite au début du XIIIe. Au XIVe siècle, la nef est agrandie de deux travées.
L'édifice est classé aux monuments historiques en 1910.

## Architecture et art sacré
À l'extérieur, trois des quatre chapiteaux qui ornent le chevet illustrent l'histoire de Saint Étienne (la lapidation, la découverte du corps et la translation des reliques).
À l'intérieur, la série de chapiteaux historiés date du milieu du XIIe siècle et retrace le cycle évangélique. On peut citer parmi ceux-ci : l'Annonciation, l'annonce aux bergers, la chevauchée des mages, la Nativité et l'Adoration des mages, la Présentation de Jésus au Temple, la Fuite en Égypte, Jésus au milieu des docteurs de la loi. Les deux chapiteaux de la mise en croix et la Déposition de croix ornent l'arc triomphal. Le plus 
ancien chapiteau date, quant à lui, du XIe siècle ; il représente une chasse à l'ours.
La restauration entreprise de 1999 à 2001
a permis de mettre au jour un décor peint d'une grande richesse. Les 
restaurateurs ont voulu conserver un témoignage de chaque siècle. Ainsi,
le visiteur peut-il lire sur les murs de l'église son histoire 
picturale. Dans la chapelle sud, les peintures sont assez récentes (XIXe et XXe). Dans la chapelle nord, le décor découvert est des XVIIIe et XXe. Le croisillon nord du transept offre aux regards des décors très divers parce que d'époques différentes :
- Un des voûtains porte une peinture du XIVe.
- Deux autres sont ornés d'un décor du XVe siècle tandis que la peinture du quatrième voûtain est du XIXe.
- Dans la croisée du transept, le décor du XVe et des motifs du XIXe (petits anges) s'harmonisent parfaitement.

Sur l'intrados de l'arc qui sépare la croisée du transept du 
croisillon sud, se succèdent des peintures d'époques différentes, 
jusqu'au XIIIe siècle avec une fresque représentant 
Saint-Léonard libérant un prisonnier. C'est là le plus ancien décor 
découvert à ce jour dans l'église. Dans le chœur, quatre peintures datées de 1841 et signées Puccini représentant saint Jérôme, saint Martial, saint Pierre et saint Hilaire.
D'autres œuvres notables sont présentes dans cette église :
- un tableau du peintre Émile Signol datant de 1836 et intitulé La religion au secours des affligés, elle calme leur douleur et leur apporte la résignation, visible dans la troisième travée de la nef.
- Le gisant de Bernard de Lubersac sculpté au XVIe siècle
- Le portail roman limousin orné de six festons d'inspirations mozarabe.